# Valentin Atangana
Valentin Atangana Edoa (Yaundé, Camerún, 25 de agosto de 2005) es un futbolista francés que juega como centrocampista en el Stade de Reims de la Ligue 2.

## Trayectoria
Fue canterano del FCF La Neuvillette-Jamin, antes de mudarse a la academia de Stade de Reims en 2015. Comenzó su carrera profesional con las reservas del Reims en 2021 y firmó su primer contrato profesional con el club el 7 de mayo de 2022. Hizo su debut profesional con el Reims como suplente tardío en la victoria por 4-0 de la Ligue 1 sobre el E. S. Troyes A. C. el 12 de febrero de 2023.

## Selección nacional
Nacido en Camerún, se mudó a Francia a una edad temprana y se naturalizó. Jugó para Francia sub-17 en la campaña ganadora del torneo en el Campeonato Europeo Sub-17 de la UEFA 2022.

## Estilo de juego
Es un jugador flexible que juega principalmente como centrocampista defensivo, pero también puede operar como centrocampista central o lateral derecho según sea necesario. Es un líder fuerte que lucha a la defensiva y ayuda a otros jugadores a brillar.

## Estadísticas

### Clubes
Actualizado al último partido disputado el 3 de noviembre de 2024.
| Club                      | Div.          | Temporada     | Liga  | Liga  | Liga   | Copas nacionales | Copas nacionales | Copas nacionales | Copas internacionales | Copas internacionales | Copas internacionales | Total | Total | Total  |
| Club                      | Div.          | Temporada     | Part. | Goles | Asist. | Part.            | Goles            | Asist.           | Part.                 | Goles                 | Asist.                | Part. | Goles | Asist. |
| ------------------------- | ------------- | ------------- | ----- | ----- | ------ | ---------------- | ---------------- | ---------------- | --------------------- | --------------------- | --------------------- | ----- | ----- | ------ |
| Stade de Reims II Francia | 4.ª           | 2021-22       | 3     | 0     | 0      | —                | —                | —                | —                     | —                     | —                     | 3     | 0     | 0      |
| Stade de Reims II Francia | 4.ª           | 2022-23       | 18    | 0     | 0      | —                | —                | —                | —                     | —                     | —                     | 18    | 0     | 0      |
| Stade de Reims II Francia | Total club    | Total club    | 21    | 0     | 0      | 0                | 0                | 0                | 0                     | 0                     | 0                     | 21    | 0     | 0      |
| Stade de Reims Francia    | 1.ª           | 2022-23       | 7     | 0     | 0      | 0                | 0                | 0                | —                     | —                     | —                     | 7     | 0     | 0      |
| Stade de Reims Francia    | 1.ª           | 2023-24       | 15    | 0     | 0      | 0                | 0                | 0                | —                     | —                     | —                     | 15    | 0     | 0      |
| Stade de Reims Francia    | 1.ª           | 2024-25       | 10    | 0     | 0      | 0                | 0                | 0                | —                     | —                     | —                     | 10    | 0     | 0      |
| Stade de Reims Francia    | Total club    | Total club    | 32    | 0     | 0      | 0                | 0                | 0                | 0                     | 0                     | 0                     | 32    | 0     | 0      |
| Total carrera             | Total carrera | Total carrera | 53    | 0     | 0      | 0                | 0                | 0                | 0                     | 0                     | 0                     | 53    | 0     | 0      |